# Положино
Положино (бел. Паложына) — деревня в Березинском районе Минской области Белоруссии. Входит в состав Березинского сельсовета.

## География
Деревня находится в восточной части Минской области, на берегах реки Полозы (правый приток Березины), при автодороге Н-8072, на расстоянии приблизительно 2 километров (по прямой) к западу от города Березино, административного центра района. Абсолютная высота — 155 метров над уровнем моря. Площадь населённого пункта — 0,5798 км².

## История
По письменным источникам деревня известна с XVI века. В 1858 году упоминается как владельческая деревня, в собственности у помещика М. Потоцкого.
В 1897 году входила в состав Игуменского уезда Минской губернии, насчитывался 31 двор и 232 жителя. По состоянию на 1909 год, в Положине имелось 30 дворов и проживало 205 человек. В административном отношении деревня входила в состав Погостской волости.
В 1929 году, в ходе проведения коллективизации, был образован колхоз «Зорька».

## Население
По данным переписи 2019 года, в деревне проживало 190 человек.
| Год  | Население, человек |
| ---- | ------------------ |
| 1897 | 232                |
| 1909 | ↘ 205              |
| 1917 | ↗ 298              |
| 1926 | ↗ 378              |
| 1960 | ↗ 476              |
| 2003 | ↘ 196              |
| 2008 | ↘ 189              |
| 2009 | ↘ 187              |
| 2019 | ↗ 190              |